# Xã Vernon, Quận Hancock, Indiana
Xã Vernon (tiếng Anh: Vernon Township) là một xã thuộc quận Hancock, tiểu bang Indiana, Hoa Kỳ. Năm 2010, dân số của xã này là 11.005 người.